# Emiel Cools
Emiel Cools (Eernegem, 24 december 1865 - 7 augustus 1933) was een Belgische katholieke politicus en burgemeester van Eernegem.

## Biografie
Zijn vader Jozef Cools was een tijd gemeenteraadslid in Eernegem. Emiel Cools werd met een paar broers groothandelaar.
Hij werd eveneens actief in de gemeentepolitiek en in 1903 werd hij gemeenteraadslid. In 1904 werd hij al schepen onder burgemeester Justin Boedts. Toen in 1906 Boedts overleed, volgde hij hem op als burgemeester. In 1911 verloor de katholieke lijst de gemeenteraadsverkiezingen en Cools werd opgevolgd door de liberaal Alfons Pierloot.